# Сортавала (автодорога)

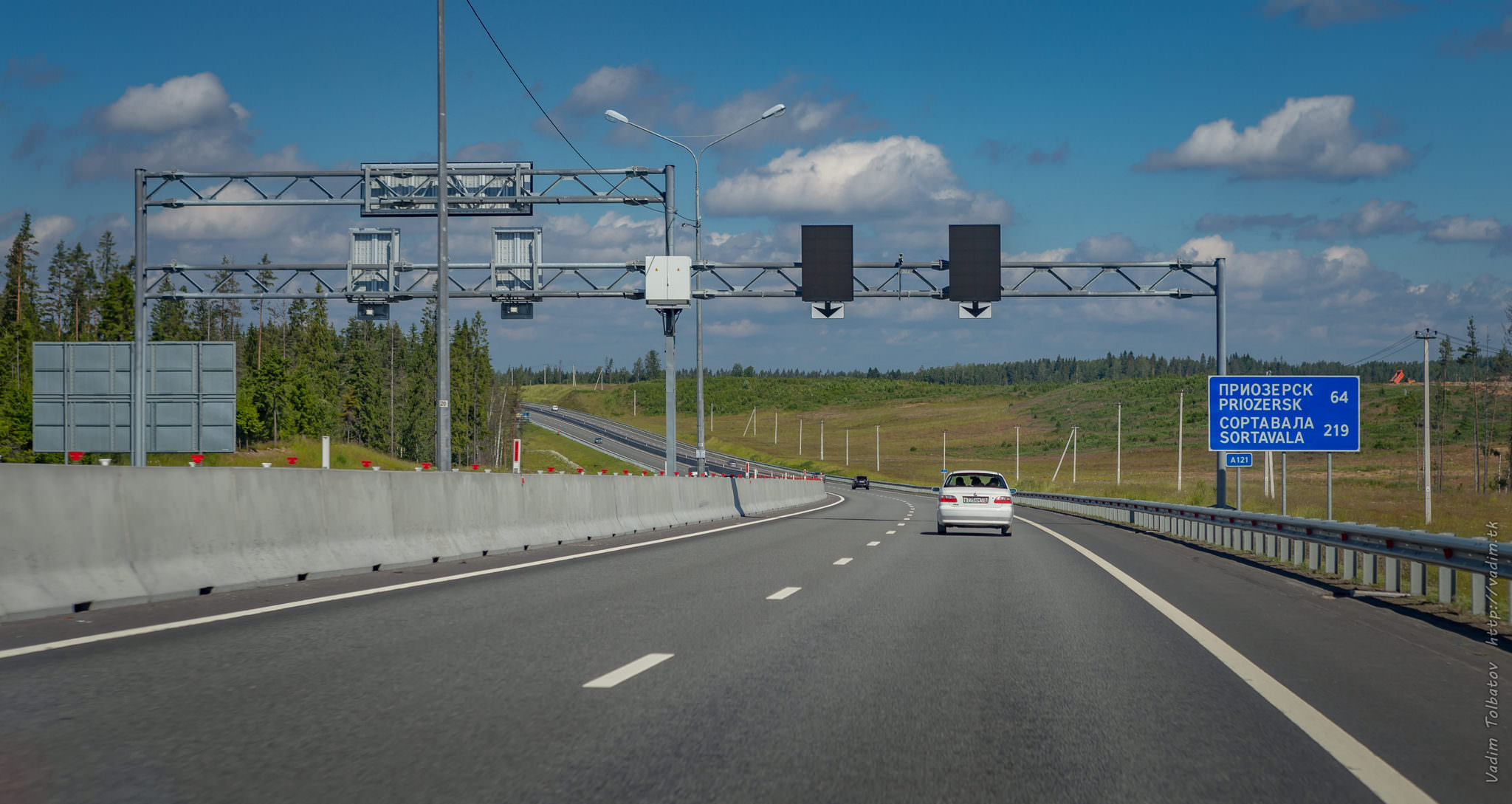
Автодорога А-121 «Сортавала» летом 2017 г.

Автодорога А-121 «Сортавала» — автомобильная дорога общего пользования федерального значения Санкт-Петербург — Сортавала — автомобильная дорога «Кола».
С апреля 2017 года в состав автодороги «Сортавала» вошла автодорога «Подъезд к МАПП «Вяртсиля» протяженностью 54 км.

## Трасса следования
Автодорога начинается на границе Ленинградской области от развязки А118 Кольцевой автомобильной дороги вокруг Санкт-Петербурга с проспекта Энгельса, продолжением которого является. 
Идёт на север по Карельскому перешейку через Всеволожский и Приозерский районы, пересекая реку Вуоксу у посёлка при станции Лосево, до Приозерска.
За ним идёт на северо-восток вдоль побережья Ладожского озера, пересекая границу Республики Карелия в районе Хийтолы, через города Лахденпохья и Сортавала.
После посёлка Хелюля автодорога поворачивает на восток, в посёлке Ляскеля пересекает железную дорогу Янисъярви — Лодейное Поле и автодороги 86К-8 Олонец —Питкяранта — Леппястила, 86К-13 Питкяранта — Лоймола — Суоярви и оканчивается развязкой с автодорогой Р21 «Кола» южнее посёлка Пряжа.
На территории Ленинградской области до Лосева (около 75 км) автодорога представляет собой четырёхполосное асфальтированное шоссе с отбойником посередине и развязками в двух уровнях; на некоторых участках стоит ограничение 110 км/ч, ограничение скорости указано на табло АСУДД.
Ограничение в 110 км/ч стоит в летнее время с 1 по 72 км трассы, в дождливое время на табло показывают ограничение 90 км/ч. Официально 110 разрешены с 9 по 57 км, за исключением 2х разворотных петель, с августа 2018 года. После Лосево и далее до границы с Карелией дорога становится 2х полосной.
На территории Республики Карелия, от границы с Ленинградской областью до города Лахденпохья, это современная асфальтированная дорога, в обход населённых пунктов. Далее дорога идет через города Лахденпохья и Сортавала. После трасса поворачивает на восток, и идет по Питкярантскому, Суоярвскому и Пряжинскому районам.

## Схема маршрута
| Ленинградская область |  |  |  | А118 «Кольцевая автомобильная дорога вокруг Санкт-Петербурга» |
|                       |  |  |  | 1 км — Корабсельки                                            |
|                       |  |  |  | 4 км — Охтинское раздолье                                     |
|                       |  |  |  | 9 км — Скотное, на Токсово и Вартемяги                        |
|                       |  |  |  | 14 км — Киссолово                                             |
|                       |  |  |  | 15 км — Агалатово                                             |
|                       |  |  |  | 21 км — Осельки                                               |
|                       |  |  |  | 27 км — Керро                                                 |
|                       |  |  |  | 36 км — А181 «Северное полукольцо»                            |
|                       |  |  |  | 45 км — Орехово                                               |
|                       |  |  |  | 57 км — 41А-025 Сосново                                       |
|                       |  |  |  | 63 км — Борисово, Раздолье                                    |
|                       |  |  |  | 72 км — Ягодное                                               |
|                       |  |  |  | 73 км — Варшко                                                |
|                       |  |  |  | 75 км — Лосево                                                |
|                       |  |  |  | 123 км — Приозерск                                            |
| Республика Карелия    |  |  |  |                                                               |
|                       |  |  |  | 165 км — Хийтола                                              |
|                       |  |  |  | 197 км — Терваярви                                            |
|                       |  |  |  | 206 км — Ихала                                                |
|                       |  |  |  | 215 км — Лахденпохья                                          |
|                       |  |  |  | 253 км — Сортавала                                            |
|                       |  |  |  | 263 км — Хелюля                                               |
|                       |  |  |  | МАПП «Вятсиля»                                                |
|                       |  |  |  | Кирьявалахти                                                  |
|                       |  |  |  | Раутлахти                                                     |
|                       |  |  |  | Ляскеля                                                       |
|                       |  |  |  | Колатсельга                                                   |
|                       |  |  |  | 469 км — Р21 «Кола»                                           |

## История строительства
Строится и реконструируется с 2002 года. В 2009 году присвоен статус федеральной автодороги.
Ленинградская часть:
- I этап, I пусковой комплекс: КАД — Скотное протяжённостью 8,7 км введён в мае 2010 года[3].
- I этап, II пусковой комплекс: Скотное — развязка на Агалатово протяжённостью 5,35 км введён в октябре 2011 года[3].
- II этап: развязка на Агалатово — Керро протяжённостью 10,2 км, введена в июне 2012 года[3].
- III этап: Керро — автодорога «Магистральная» протяжённостью 8,9 км строится с 2011 года, участок до 28-го км сдан в эксплуатацию 22 июня 2013 года[4].
- Путепровод через железнодорожную линию Лосево — Каменногорск с новым участком дороги протяжённостью ~2 км (81-83 км) открыт 20 июня 2015 года[5].
- IV этап: Автодорога «Магистральная» — посёлок Сосново протяжённостью 22,8 км введён 11 сентября 2015 года[6].
- V этап: Сосново — Лосево, протяжённость 17,4 км:
  - участок «Сосново — Варшко» сдан в эксплуатацию 14 октября 2017 года[2];
  - участок «Варшко — Лосево» полностью открылся 18 декабря 2018 года[7].
- VI этап: Участок 131-153 км Приозерск-Берёзово — граница Ленобласти и Карелии, спрямление участков и ликвидация грунтового разрыва,открыт в ноябре 2019 года

Также в июне 2020 года построен новый путепровод над железнодорожными путями около села Плодовое на 105-м километре в 300 метрах севернее существующего, признанного ремонтонепригодным.
Ведётся ремонт путепровода в Саперном.
После ввода в эксплуатацию участков в Ленобласти, протяженность трассы сократилась до 146 километров.
В перспективе строительство 4х полосной дороги в обход Приозерска, а также населенных пунктов Починок и Ларионово.
Начальный участок трассы фактически представляет собой реконструированную и выведенную в створ КАД и проспекта Энгельса существовавшую ранее местную дорогу «Бугры — Скотное». Участок от Скотного до Лосево — новое строительство, а участок от Лосево — реконструированное и частично спрямлённое существовавшее ранее Приозерское шоссе. Новая дорога от КАД до Лосево в народе получило неофициальное название «Новоприозерское шоссе», а в отношении старой дороги «Осиновая роща — Лосево» иногда применяют неофициальное название «Староприозерское шоссе».
Карельская часть:
- I этап строительства по Республике Карелия завершён в октябре 2013 года: запущено движение по новому обходу посёлка Хийтола, длиной 10,6 км.
- II этап строительства по Республике Карелия завершён 24 октября 2015 года: сдан в эксплуатацию новый участок дороги длиной 22 км, к северу от посёлка Хийтола. Тем самым был ликвидирован последний грунтовый разрыв на федеральной трассе в пределах республики[8].
- III этап строительства : обход поселка Ихала со 197 по 215 км. Участок открыт в сентябре 2019 года. Благодаря реконструкции трасса стала на 2 км короче (14км). Также построен путепровод через железнодорожную линию Санкт-Петербург-Сортавала.
- IV этап: обход городов Лахденпохья и Сортавала с 215 по 273 км (проектируется).
- V этап обход населённых пунктов Крошнозеро, Кутчезеро и Щеккила с 424 по 445. 19-километровый участок построен в соответствии с параметрами III технической категории с двумя полосами движения и полным комплексом современного обустройства. Отрезок трассы идет в обход населенных пунктов Крошнозеро, Щеккила и Кутчезеро, что сокращает путь на 3 км. Движение открыто 8 октября 2018 года[9].
- VI этап с 445 км и до Пряжи (469 км)  спрямлена дорога. На пересечении с трассой Кола построили развязку. Участок открыт в 2023 году[10].
- На подъезде к МАПП «Вяртсиля» ремонт окончен в 2020 году.

## Юридический статус
Согласно Постановлению правительства РФ № 928 от 17.11.2010 года «О перечне автомобильных дорог общего пользования федерального значения»: «До 1 января 2018 г. принять учётные номера и наименования автомобильных дорог общего пользования федерального значения, как включённых в перечень, так и установленных перечнями федеральных дорог в РСФСР, утверждёнными Постановлением Правительства РСФСР от 24 декабря 1991 г. № 62 „Об утверждении перечней федеральных дорог в РСФСР“», то есть официально дорога закреплена как единое целое с 17.11.2010 года, но до 1 января 2018 года могут использоваться номера дорог:
- А129 Санкт-Петербург — Сортавала на всём протяжении;
- А130 Олонец — Сортавала — Рускеала — Вяртсиля на участке Леметти — Сортавала;
- Р21 Пряжа — Леметти на всём протяжении.
- до 31 декабря 2017 года допускается использование номера А121  для автодороги регионального значения 41А-007 «Санкт-Петербург — Ручьи»[11].